# Гуерріно Дзанотті
Гуерріно Дзанотті (італ. Guerrino Zanotti; нар. 24 жовтня 1962, Сан-Марино, Сан-Марино) — політичний діяч Сан-Марино, капітан-регент Сан-Марино з 1 жовтня 2014 року до 1 квітня 2015 року.

## Біографія
Гуерріно Дзаноттіи народився в жовтні 1962 року в столиці Сан-Марино. За фахом є економістом.
З 2006 року обирається до Великої генеральної ради за списком Партії соціалістів і демократів Сан-Марино. Членом цієї партії є з 2005 року. З 2009 року по 2013 Дзанотті очолював партію, був її політичним секретарем. З 1 жовтня 2014 року до 1 квітня 2015 року був разом з Джанфранко Теренці капітаном-регентом Сан-Марино.

## Родина
Гуерріно Дзанотті одружений з 1990 року, виховує двох синів. Сім'я проживає у столиці Сан-Марино.

## Нагороди
- Кавалер золотого ланцюга ордена Пія IX (16 березня 2015)[3]